# Γ-トコフェロール
γ-トコフェロール(gamma-Tocopherol)は、ビタミンEと見なされている化合物の1つである。食品添加物として、E番号308が与えられている。